# Paul Nurse
Sir Paul Maxime Nurse, sinh ngày 25.1.1949 tại Norwich, Vương quốc Anh, là nhà di truyền học và sinh học tế bào người Anh, đã được trao Giải Nobel Sinh lý học và Y khoa năm 2001 cùng với Leland H. Hartwell và R. Timothy Hunt cho các công trình phát hiện các phân tử protein kiểm soát việc phân bào trong chu kỳ tế bào.
Khi các tế bào và nhân của chúng phân chia, chúng phân chia trong các giai đoạn G1 (growth = lớn lên), S (synthesis = tổng hợp), G2 (growth = lớn lên) và M (mitosis =nguyên phân). Nurse, Hartwell và Hunt cùng nhau phát hiện 2 protein, cyclin và cyclin dependent kinase (CDK), chúng kiểm soát việc chuyển tiếp từ giai đoạn này sang giai đoạn khác. Những protein này được gọi là các "trạm kiểm soát" (‘’checkpoint’’), vì chúng kiểm tra xem các tế bào đã phân chia đúng cách (hay không). Nếu tế bào không phân chia một cách chính xác, các protein khác sẽ cố gắng sửa chữa nó, và nếu không thành công, chúng sẽ phá hủy các tế bào này. Nếu một tế bào phân chia không chính xác và tồn tại, nó có thể gây ra bệnh ung thư và các bệnh nghiêm trọng khác.
Nghiên cứu trong nấm men, Nurse xác định gen cdc2, kiểm soát quá trình chuyển đổi từ pha G1 sang pha S, khi các tế bào phát triển để chuẩn bị cho việc sao chép DNA, và pha G2 đến nguyên phân, khi tế bào phân chia. Nurse cũng tìm thấy các gien tương ứng, CDK1, trong con người. Những gien này dừng lại và bắt đầu tạo ra "cyclin dependent kinase" (CDK) bằng cách thêm hoặc loại bỏ các nhóm phosphate.
Nurse hiện là chủ tịch Hội Hoàng gia Luân Đôn, Giám đốc kiêm Giám đốc điều hành của Viện Francis Crick.
Nurse tin rằng các nhà khoa học cần lên tiếng về khoa học trong các vấn đề công cộng và phản đối những chính trị gia ủng hộ các chính sách dựa trên khoa học giả hiệu.

## Cuộc đời và sự nghiệp
Mẹ của Nurse di chuyển từ London tới Norwich, Norfolk sống với họ hàng thân thuộc khi chờ ngày sinh của Nurse nhằm che giấu tình trạng có con ngoài hôn thú. Bà ngoại của ông đóng vai mẹ ông khi bà còn sống, còn mẹ ông đóng vai người chị gái của ông trong suốt cuộc đời còn lại của bà.
Ông học tại trường Lyon Park ở Alperton và trường trung học Harrow. Ông đậu bằng cử nhân năm 1970 ở trường Đại học Birmingham và bằng tiến sĩ năm 1973 ở Trường Sinh học của Đại học East Anglia. Nurse tiếp tục nghiên cứu sau tiến sĩ tại phòng thí nghiệm của Murdoch Mitchison thuộc Đại học Edinburgh trong vòng 6 năm (1973-1979).
Đầu năm 1976, Nurse xác định được gien cdc2 trong nấm men (Schizosaccharomyces pombe). Gien này kiểm soát sự tiến triển của chu kỳ tế bào từ pha G1 sang pha S và quá trình chuyển đổi từ pha G2 tới nguyên phân (mitosis). Năm 1987, Nurse xác định các gien tương đồng trong con người, Cdk1, là mã hóa cho một cyclin dependent kinase.
Năm 1984, Nurse vào làm việc cho Imperial Cancer Research Fund. Năm 1988 ông rời nơi này để đảm nhiệm chức giáo sư ở "Phân khoa vi sinh học" tại Đại học Oxford. Sau đó ông trở lại làm giám đốc nghiên cứu ở Quỹ nghiên cứu Ung thư Anh trong năm 1993, và năm 1996 ông được bổ nhiệm làm Tổng Giám đốc Quỹ này, (trở thành Trung tâm nghiên cứu Ung thư vương quốc Anh (Cancer Research UK) từ năm 2002).
Năm 2003, ông sang làm chủ tịch Đại học Rockefeller ở thành phố New York, nơi ông tiếp tục nghiên cứu về chu kỳ tế bào của phản ứng phân hạch nấm men. Ngày 15.7.2010 có tin loan báo Nurse được bổ nhiệm làm Giám đốc thứ nhất kiêm Giám đốc điều hành "Viện Francis Crick". Ngày 1.1. 2011 Nurse chính thức đảm nhiệm các chức vụ nói trên.
Ngày 30.11.2010, Sir Paul Nurse kế vị Martin Rees làm chủ tịch Hội Hoàng gia Luân Đôn.

## Lập trường chính trị
Nurse chỉ trích các ứng cử viên tiềm năng của đảng Cộng hòa được đề cử tranh chức tổng thống Mỹ vì chống đối học thuyết về sự chọn lọc tự nhiên, chống việc nghiên cứu tế bào gốc trên dòng tế bào từ phôi thai người, và việc biến đổi khí hậu do con người; ông cũng đổ lỗi cho các nhà khoa học một phần vì không lên tiếng. Ông đã cảnh báo rằng điều này có thể xảy ra ở Hoa Kỳ, một đất nước lãnh đạo thế giới về khoa học, "quê hương của Benjamin Franklin, Richard Feynman và Jim Watson."
Nurse nói rằng: Một vấn đề khó khăn là "xem xét việc thảo luận khoa học như thể đó là cuộc tranh luận chính trị," sử dụng thủ thuật hùng biện hơn là logic. Một vấn đề khác là giảng dạy khoa học trong các trường học, mà không dạy cho người dân biết thảo luận về khoa học, và bị dàn xếp bởi các trường học tôn giáo, kể cả ở Vương quốc Anh.
Nurse viết: "Chúng ta cần phải nhấn mạnh lý do vì sao quá trình khoa học là một nguồn phát sinh kiến thức đáng tin cậy với sự tôn trọng đối với bằng chứng, đối với thái độ hoài nghi, tính nhất quán của phương pháp, đối với các thử nghiệm liên tục của ý tưởng".
Cuối cùng, các nhà lãnh đạo khoa học "có trách nhiệm phải vạch trần các lời rổng tuếch", Nurse nói. Họ nên thách thức các chính trị gia, và vạch trần lời vô nghĩa trong các cuộc bầu cử.

## Giải thưởng và Vinh dự
- Hội viên Hội Hoàng gia Luân Đôn (1989)
- Giải Y học Louis-Jeantet (1992)
- Royal Medal (Huy chương của Hội Hoàng gia Luân Đôn) (1995)
- Viện sĩ nước ngoài của Viện hàn lâm Khoa học quốc gia Hoa Kỳ.
- Giải Alfred P. Sloan, Jr. (1997)
- Giải Albert Lasker cho nghiên cứu Y học cơ bản (1998).
- Được phong Hầu tước (1999)
- Giải Nobel Sinh lý học và Y khoa (2001)
- Bắc Đẩu Bội tinh (2002).
- Huy chương Copley (2005)
- Viện sĩ danh dự của Viện hàn lâm Khoa học và Nghệ thuật Hoa Kỳ (2006)
- Ủy viện Hội đồng Cố vấn Campaign for Science and Engineering (2011).[16]
- Giải nghiên cứu Ung thư của Quỹ Hope về nghiên cứu cơ bản (2007)
- Giải Khoa học thế giới Albert Einstein (2013)

Tiến sĩ danh dự:
- Đại học Bath (2002)
- Đại học Kent (2012)